# Католицька церква в Ізраїлі
Като́лицька це́рква в Ізра́їлі — друга християнська конфесія Ізраїля. Складова всесвітньої Католицької церкви, яку очолює на Землі римський папа. Керується конференцією єпископів. Станом на 2004 рік у країні нараховувалося близько 74 000 католиків (1,09% від усього населення). Існувало 2 діоцезій, які об'єднували 18 церковних парафій.  Кількість  священиків — 88 (з них представники секулярного духовенства — 58, члени чернечих організацій — 30), постійних дияконів — 0, монахів — 38, монахинь — 612.